# Villa Bartolomea
Villa Bartolomea – miejscowość i gmina we Włoszech, w regionie Wenecja Euganejska, w prowincji Werona.
Według danych na rok 2004 gminę zamieszkiwało 5300 osób, 100 os./km².